# Porcellio burzenlandicus
Porcellio burzenlandicus är en kräftdjursart som beskrevs av Karl Wilhelm Verhoeff1907. Porcellio burzenlandicus ingår i släktet Porcellio och familjen Porcellionidae. Inga underarter finns listade i Catalogue of Life.